# Hans Christian Andersen und die Tänzerin
Hans Christian Andersen und die Tänzerin, auch bekannt als Herz meiner Träume, ist ein US-amerikanischer, pseudobiografischer Liebesfilm aus dem Jahre 1952 von Charles Vidor mit Danny Kaye in der Titelrolle des dänischen Märchendichters. Der Geschichte lag die Idee von Miles Connolly zugrunde. Der Film fokussiert sich auf rein fiktive, romantische Aspekte im Leben des Poeten; die hier geschilderte Liebesgeschichte zwischen ihm und der Balletttänzerin hat es so nie gegeben, worauf auch der Vorspann hinweist. An Kayes Seite als Tänzerin ist die Französin Zizi Jeanmaire zu sehen.

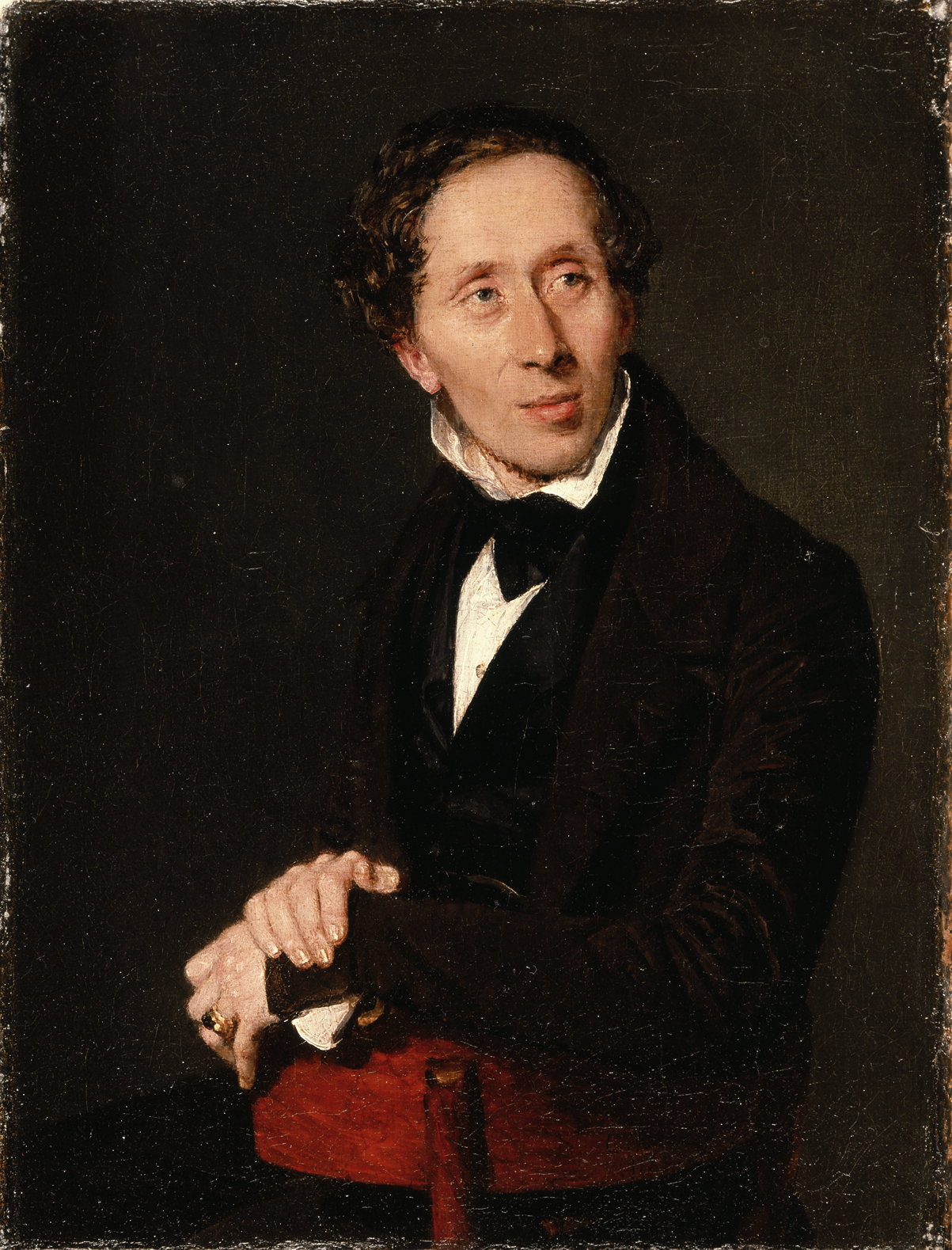
Der junge Hans Christian Andersen in einem Gemälde von C. A. Jensen (1836)

## Handlung
In der dänischen Provinzstadt Odense in den 1830er Jahren. Der junge Hans Christian Andersen hat den Beruf seines Vaters übernommen und ist Schuster geworden. Seine eigentliche Liebe aber gilt der literarischen Phantasie, der Erfindung zauberhafter Geschichten für die Kleinen und Kleinsten. Der verträumte Däne fühlt sich erst dann richtig wohl, wenn er in die Welt der verzauberten Wesen und Märchenschlösser, der Prinzen und Prinzessinnen eintauchen kann und seinem jungen Publikum, das ihm mit großen Augen und aufgesperrten Ohren lauscht, davon erzählen kann. Nicht jeder ist von Andersens Tagträumerei begeistert wie die Kinder, denen sein Herz gehört: der hartleibige Lehrer der hiesigen Grundschule hält nichts von Märchen und glaubt, dies alles sei pure Zeitverschwendung und zersetze die Moral. Er beschwört die Stadtoberen wie den Bürgermeister und den Stadtrat, auf Andersen entsprechend einzuwirken. Doch da auch die Erwachsenen Andersens Geschichten lieben und diesen gern zuhören, bleibt die Intervention des Schullehrers ohne Konsequenzen. Vielmehr inspiriert ihn der gnadenlos Lehrstoff in die kleinen Köpfe seiner Schüler hineinhämmernde Pauker zu der Vorstellung, wie sich eine nimmersatte Raupe über die Schönheit blühender Blüten hermacht. Als etwas später die Schüler nicht rechtzeitig zum Glockenschlag auf ihren Schulbänken sitzen, leitet der Lehrer daraus den Schluss ab, dass nur dieser weltfremde Dichter für deren Abwesenheit verantwortlich gemacht werden könne. Wütend stellt der Pauker die Stadtoberen vor die Wahl: entweder er oder Andersen. Und die Männer entscheiden sich dafür, dass Hans Christian Andersen Odense verlassen muss.

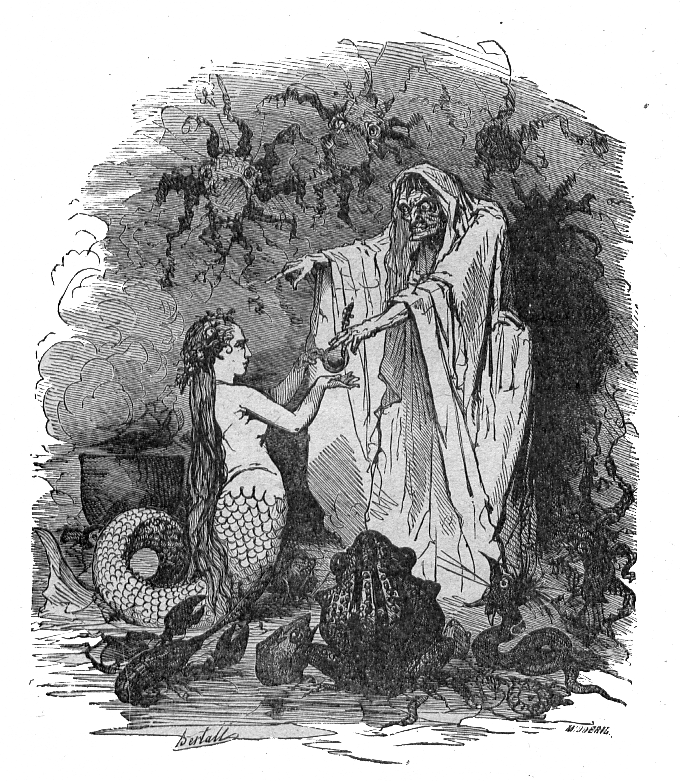
Zentraler Bestandteil des Films: Die Ballettaufführung von Die kleine Meerjungfrau (hier in einer Illustration von Bertall aus dem Jahre 1856)

Zeuge dieser Unterredung wird der kleine Peter, ein etwa 14-jähriger Waisenjunge, dem Andersen sehr zugetan ist. Er kehrt daraufhin zu Andersens Schuhmachergeschäft zurück. Peter will den sensiblen Geschichtenerzähler vor der Schmach, vertrieben zu werden, bewahren und schlägt seinem Freund und Beschützer vor, gemeinsam nach Kopenhagen zu gehen. Er hat damit Erfolg. Peter packt Andersens Schusterwerkzeug zusammen, und gemeinsam begeben sich die beiden in die dänische Hauptstadt. Hier findet man sich bald am zentralen Kopenhagener Stadtplatz ein, wo Andersen augenblicklich einen Fauxpas begeht, in dem er sich auf die königliche Statue begibt. Sofort verhaftet ihn ein Polizist wegen Majestätsbeleidigung und führt ihn ab. Der kleine Peter kann Unterschlupf im Hintereingangsbereich des Königlichen Theaters finden. Zufällig belauscht der Waisenknabe ein Gespräch, in dem der Theaterchoreograph Niels nach einem Schuster verlangt, um Ballettschuhe repariert zu bekommen. Sofort verlässt Peter seine Deckung und schlägt den Theaterleuten vor, seinen Freund Andersen aus dem Gefängnis zu holen, denn der sei ein ausgezeichneter Schuster. In der Zwischenzeit erblickt der Hobbydichter aus seinem Zellenfenster ein junges Mädchen, das ihm gut gefällt. Sie wird sofort zu einer Inspiration für ihn, und er zeichnet die zierliche Kleine auf seinem Daumen nach: Das Andersensche Däumelinchen ist geboren. Als Hans Christian ihr seine Schöpfung zeigt, zaubert er dem Mädchen ein Lächeln ins Gesicht.
Den Theaterleuten gelingt es, Hans Christian Andersen aus dem Gefängnis herauszubekommen. Er wird als Schuster eingestellt und ist fasziniert von der Theaterwelt und vor allem von der Grazie und Schönheit des Königlich Dänischen Balletts, das sich gerade in der Probe befindet. Choreograf Niels hingegen ist alles andere als begeistert von der Leistung seiner Primaballerina Doro und putzt diese coram publico herunter. Sie wiederum beschwert sich darüber, dass ihre Schuhe nicht perfekt sitzen würden. Doro überreicht diese an den Schuster Hans Christian, der bei ihrem Anblick augenblicklich schockverliebt ist. Erst nachdem Andersen wieder gegangen ist, erfährt Peter, dass Niels und Doro in Wahrheit miteinander verheiratet sind und deren Streitereien nicht allzu ernst zu nehmen sind. Als Andersen mit den ausgebesserten Ballerinaschuhen ins Theater zurückkehrt, muss er erneut mit anhören, wie sich Niels über Doro lustig macht und ihre Bewegungsmotorik mit der eines Elefanten in einer Schneeverwehung vergleicht. Daraufhin bricht das Mädchen in Tränen aus. Andersen ist empört, wie dieser offensichtlich ruppige Tanzmeister diesen Engel von Ballerina derart schlecht behandeln kann, und entwickelt in seiner Phantasie Pläne, wie er Doro aus den Händen dieses „Berserkers“ retten kann. Als Peter dem Poeten später erzählt, dass die beiden Ballettkünstler in Wahrheit miteinander verheiratet sind, setzt sich Andersen an einen Tisch und schreibt Doro, von der er glaubt, sie habe etwas besseres verdient, einen Liebesbrief. Er wählt die äußere in Gestalt einer Fabel, die er „Die kleine Meerjungfrau“ nennt.
Auf geradezu märchenhafte Weise gerät der von Hans Christian noch nicht abgeschickte Liebesbrief ins Theater, als ein Windstoß ihn aus Andersens Kammer ins Freie und durch ein Theaterfenster dort hineinweht. Der Theatertürsteher findet das Schreiben, sieht, dass es an Doro adressiert ist und überreicht es ihr. Am darauf folgenden Morgen berichtet Peter Hans von diesem Missgeschick, das ihm passiert ist, doch dieser findet nichts dabei; schließlich war der Brief ja für die hübsche Tänzerin bestimmt, und dass sie auf diese Weise seine Liebesworte lese, sei sicherlich ein gutes Omen. Einen weiteren Tag später reist das Ballettensemble zu einer Gastspielreise ab. Daraufhin wendet sich Hans Christian Andersen wieder seiner Lieblingsbeschäftigung zu: Kindern Märchen zu erzählen. In der Gruppe der Kinder entdeckt Andersen einen weitgehend isolierten Jungen namens Lars. Er hat einen kahlen Kopf, wirkt unendlich traurig und wird wegen seines haarlosen Hauptes ständig von anderen Kindern aufgezogen und gehänselt. Sofort fällt dem Märchenerzähler dazu eine schöne Geschichte ein, die vom hässlichen Entlein, das von allen verlacht wird und aus dem eines Tages ein schöner, stolzer Schwan wird. In seiner freien Zeit kreiert Andersen eine Reihe von wunderschön gestalteten Ballettschuhen, die er bei ihrer Rückkehr „seiner“ Doro überreichen möchte. Andersen ist überrascht, als er eines Tages von einem Zeitungsverlag eine Einladung erhält. Der Verleger ist der Vater von Lars, der vorschlägt, Andersens Geschichte vom hässlichen Entlein zu veröffentlichen und ihm auf diese Weise Dank dafür aussprechen möchte, dass er, Andersen, seinem Sohn Lars Selbstvertrauen eingeflößt habe. Andersen ist überglücklich.
Noch am selben Abend kehrt Doros Balletttruppe von ihrem Gastspiel ans Königliche Theater Kopenhagens zurück. Doro erklärt Andersen, dass man in der Zwischenzeit ein Ballett einstudiert habe, das auf seiner „kleinen Meerjungfrau“ basiere. Wieder hält der Tagträumer Andersen dies für ein Zeichen dafür, dass seine Liebe zu Doro Früchte tragen werde. Der junge Peter, sehr viel mehr auf den Boden der Tatsache stehend als sein väterlicher Freund, warnt Hans Christian davor, abzuheben und erinnert ihn daran, wie ihn einst der Stadtrat von Odense mit Schimpf und Schande aus der Stadt gejagt habe. Dasselbe könne Andersen mit Doro passieren. Der Poet kann den Einwand Peters nicht verstehen, unterstellt diesem Missgunst und meint, es wäre besser, wenn sich nunmehr beider Wege hier trennen würden. Dann geht Hans Christian Andersen zum Theater, um seiner Angebeteten endlich seine eigens für sie kreierten Ballettschuhe zu überreichen. Niels ist genervt von Andersens Aufdringlichkeit und sperrt ihn daher kurzerhand in einen Wandschrank, damit die Ballettproben nicht gestört werden. Doch auch von dort kann Andersen der Musik lauschen, und in seiner Phantasie ersinnt er sich seinen eigenen Handlungsablauf. Sein Ballett zeigt Meerjungfrauen, die im Ozean umherspringen, während ein hübscher, junger Prinz mit einem Schiff die Wellen kreuzt und auf den Meeresgrund sinkt, um den Meerjungfrauen in ihrem eigenen Meeresgarten zu begegnen. Die Kleinste von ihnen rettet schließlich dem Ertrinkenden das Leben. Doch als der Prinz zu seinem Leben an Land zurückkehrt und sie ihm heimlich folgt, muss die kleine Meerjungfrau feststellen, dass seine Aufmerksamkeit einer Anderen gilt. Gebrochenen Herzens kehrt die Meerjungfrau in ihr nasses Element zurück.
Noch immer ahnt Andersen nicht, dass dies alles das wahre Omen für seine unglückliche und unerreichbare Liebe zu Doro ist. Am nächsten Morgen schickt Doro nach Hans Christian. Erst jetzt wird der Tänzerin klar, dass all die Aufmerksamkeit, die Andersen ihr gegenüber gezeigt hatte, nur Ausdruck seiner Liebe zu ihr ist. Die Kabbeleien zwischen ihr und Niels waren nie ernsthafter Natur, denn das Ehepaar liebt sich trotz allem. In die Aussprache zwischen Hans Christian Andersen und der Tänzerin platzt Niels hinein und demütigt Andersen, in dem er dem Dichter für „Die kleine Meerjungfrau“, die Andersen doch nur aus Liebe zu Doro geschrieben hatte, Geld anbietet. Hans weist Niels’ Angebot zurück und tut so, als sei dieses kleine, poetische Meisterwerk nichts anderes als ein aus einer Laune heraus verfasster Zufallstreffer. Doro nimmt dankbar die eigens für sie entworfenen Ballettschuhe an und „erlaubt“ ihm anschließend huldvoll, sich zu entfernen. Am Boden zerstört, entscheidet sich Hans Christian Andersen zur Rückkehr nach Odense. Auf dem Weg dorthin trifft er auf den ebenfalls heimkehrenden Peter, und beide sprechen sich aus. Daheim angekommen, feiern ihn die Odenser als den großen Helden ihrer Stadt, denn Hans Christian Andersens Ruhm als Märchenautor ist längst bis hierhin gedrungen. Selbst der Lehrer offenbart sich als großer Freund von dessen „moralischen“ Geschichten.

## Produktionsnotizen

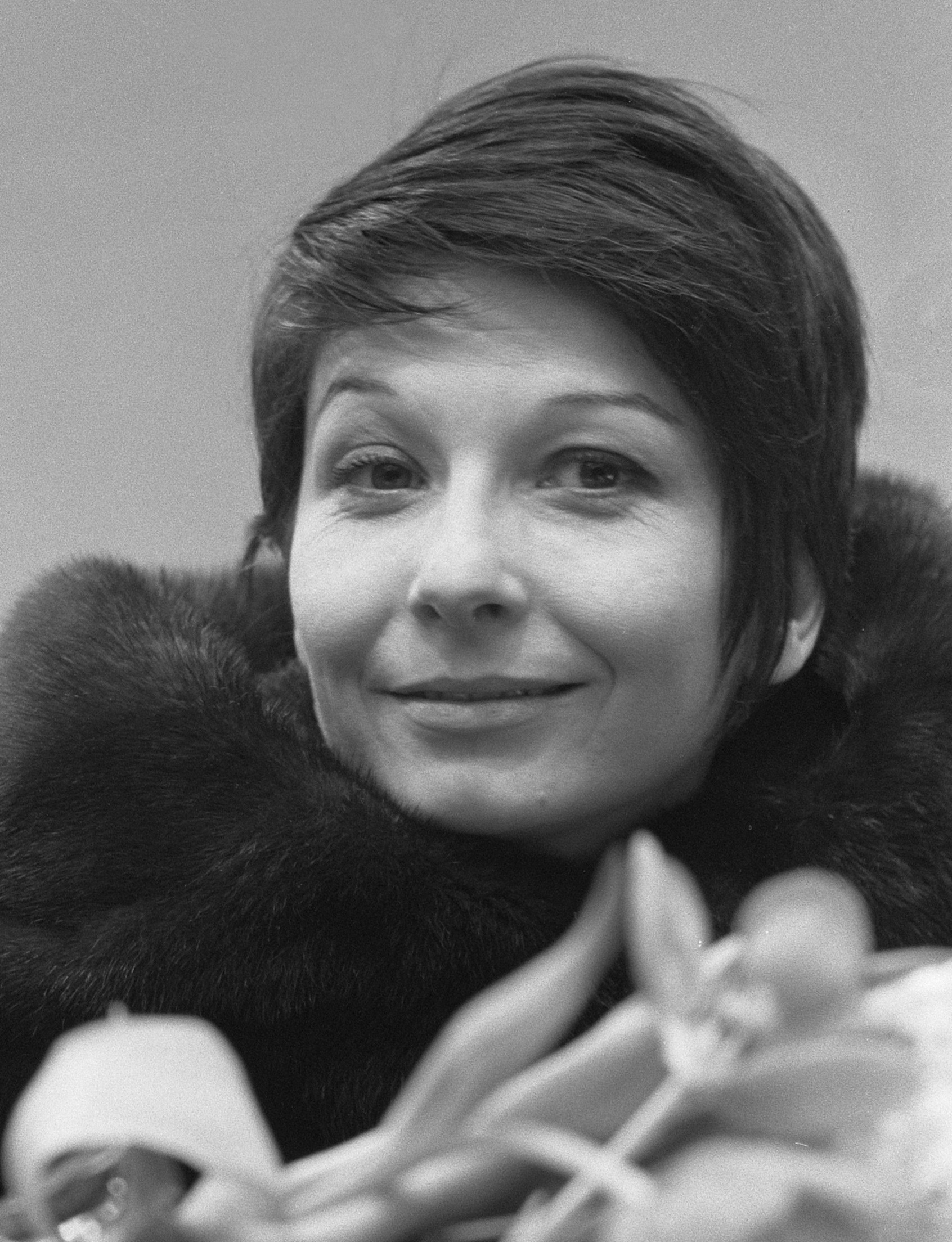
Filmdebütantin Zizi Jeanmaire, hier in einer Aufnahme von 1963

Hans Christian Andersen und die Tänzerin wurde zwischen dem 21. Januar und dem 26. Mai 1952 gedreht und am 25. November 1952 in New York City uraufgeführt. US-Massenstart war am 19. Dezember desselben Jahres. Die deutsche Premiere fand am 11. September 1953 statt. In Österreich lief der Film im April 1955 an. Später wurde Hans Christian Andersen und die Tänzerin auch unter dem Zweittitel Herz meiner Träume vertrieben.
Die französische Ballerina vom Ballet de l’Opéra de Paris, Renée Marcelle „Zizi“ Jeanmaire (Foto), gab hier ihr Filmdebüt.
Die Filmbauten stammen von Richard Day und dem normalerweise nicht filmaktiven spanischen Künstler Antoni Clavé, Howard Bristol zeichnete für die Ausstattung verantwortlich. Clavé zeichnete auch für die Ballettkostüme verantwortlich; die restlichen Filmkostüme entstammen den Händen von Mary Wills.
Jerome Moross übernahm die Orchestrierung der Musik von Frank Loesser, Walter Scharf die musikalische Leitung.
Roland Petit, der Prinz in der „kleinen Meerjungfrau“, besorgte auch die Choreographie.

## Wissenswertes
Dieser Film markierte das Ende der langjährigen und höchst erfolgreichen Zusammenarbeit zwischen dem Produzenten Samuel Goldwyn und Hauptdarsteller Danny Kaye, der seine Filmkarriere ursächlich Hollywoods damals mächtigsten studiounabhängigen Produzenten verdankte. Goldwyn hatte Kaye 1943 seine erste Rolle, zugleich die Hauptrolle, in einem abendfüllenden Film (Up in Arms) verschafft. Diese Kooperation wurde bis zum Hans Christian Andersen-Film bei vier weiteren Filmen fortgesetzt: Der Wundermann, Der Held des Tages, Das Doppelleben des Herrn Mitty und Die tollkühne Rettung der Gangsterbraut Honey Swanson, einem Remake von Goldwyns großem Filmerfolg Die merkwürdige Zähmung der Gangsterbraut Sugarpuss (1941).
Einen großen Teil dieses Films machen die Musik und die dazugehörigen Ballettinterpretationen von Andersens berühmtesten Märchen aus: Das häßliche Entlein, Däumelinchen, Des Kaisers neue Kleider und Die kleine Meerjungfrau.
Eine unglückliche Liebe Andersens zu einer Dame seines Herzens stand auch in einem weiteren, gut zehn Jahre zuvor entstandenen, Film im Mittelpunkt des Geschehens: In der reichsdeutschen Produktion Die schwedische Nachtigall spielte Joachim Gottschalk den dänischen Märchendichter.

## Musikstücke
Folgende Musikstücke werden gespielt:
- The King’s New Clothes
- Inchworm
- I’m Hans Christian Andersen
- Wonderful Copenhagen
- Thumbelina
- The Ugly Duckling
- Anywhere I Wander
- No Two People

Als Studioplatte wurden die Lieder von Danny Kaye und seiner Kollegin Jane Wyman eingesungen. Das Album beinhaltete darüber hinaus zwei von Kaye-Ehefrau Sylvia Fine vorgetragene Lieder, die speziell hierfür gemacht wurden: „Uncle Pockets“ und „There’s a Hole at the Bottom of the Sea“. Darüber hinaus wirkte Danny Kaye dort als Erzähler zweier Geschichten von Paul Tripp aus dessen „Tubby the Tuba“.

## Auszeichnungen
Der Film erhielt 1953 insgesamt in sechs Kategorien Nominierungen für den Oscar:
- Beste Kamera (Harry Stradling)
- Beste Filmbauten und Filmausstattung (Richard Day, Antoni Clavé, Howard Bristol)
- Beste Kostüme (Clavé, Mary Wills, Barbara Karinska)
- Bester Ton (Gordon Sawyer)
- Beste Originalmusik und bestes Lied (Frank Loesser für „Thumbelina“)
- Beste Musik (Walter Scharf)

- Danny Kaye erhielt außerdem eine Golden-Globe-Nominierung in der Kategorie Bester Schauspieler in einer Komödie / einem Musical.
- Regisseur Charles Vidor erhielt eine Nominierung für den DGA Award.
- Drehbuchautor Moss Hart erhielt eine Nominierung für den WGA Award

## Kritiken
Hans Christian Andersen erhielt ein gutes Presseecho. So erfasst der US-amerikanische Aggregator Rotten Tomatoes 83 % wohlwollende Besprechungen und ordnet den Film dementsprechend als „Frisch“ ein.
Bosley Crowther urteilte in der New York Times einen Tag nach der Premiere: „Samuel Goldwyns vertrauter Ruf als Hersteller von hochwertigen Filmen, exquisiten Produktionen und sorgfältiger Handwerkskunst erfährt hier mit dem hübschen Hans Christian Andersen eine weitere Erhöhung. […] Und wenn sie [gemeint ist Zizi Jeanmaire] in graziler Ekstase die Kleine Meerjungfrau im gleichnamigen, finalen Ballett gibt, wird die latente Aufregung des Films vorübergehend zum kochen gebracht. Es ist diese überragende Ballettproduktion, die in der Tat die Essenz der kreativen Talente ausmacht, die Mr. Goldwyn in diesem Film versammelt hat.“
Der Spiegel befand in seiner Ausgabe von 4. November 1953: „Das Technicolor-‚Musical‘ versimpelt den dänischen Dichter und Schuhmacherssohn Hans Christian Andersen zum pausenlos phantasierenden Schuster. Von Andersens Märchen quetschte der Texter und Komponist Frank Loesser einige in karge Chansons und eins ließ der Choreograph Roland Petit zu einem mehr perfekten und pompösen als poetischen Ballett aufquellen. Viel Ausstattung – etwa ein liebes Zinnsoldaten-Kopenhagen – und wenig Handlung, trotz der vorgeführten Blitzkarriere Andersens und trotz seiner aussichtslosen Glut für die befriedigend vermählte Ballerina. Danny Kaye, der Spitzenkomiker Amerikas, begnügt sich als der herzensreine Märchendichter mit Lächeln, Wehmut und Gesang.“
Der Movie & Video Guide stellte fest, die Geschichte sei „hochglänzend und komplett fingiert“.
Im Lexikon des Internationalen Films heißt es: „In anmutig poetischem Stil wird ein farbenfrohes Märchen um den dänischen Dichter Hans Christian Andersen erzählt. […] In der musikalischen Ausführung von bemerkenswerter Sorgfalt, mit einigen ausgezeichneten Ballettszenen. Eher von typisch amerikanischer Show-Mentalität geprägt, entfernt sich der Film zwar vom inneren Gehalt der Andersen-Märchen, bietet aber sympathische Unterhaltung.“
Halliwell’s Film Guide fand, dass der Film „künstliche, zuckerige Konfektion“ sei, „mit wenig Humor und viel zu wenig Magie jedweder Sorte“.  Zu Danny Kaye hieß es: „Der Star macht seine Arbeit nett, aber er steht für sich allein, mal abgesehen von den Liedern.“
Hal Erickson urteilte: „Das Drehbuch von Moss Hart / Myles Connolly missachtet weitgehend die Fakten über Dänemarks großen Geschichtenerzähler und entscheidet sich für eine fantasievolle Mischung aus Komödie, Fantasie, Romantik und Musik.“